# Waite Tarot

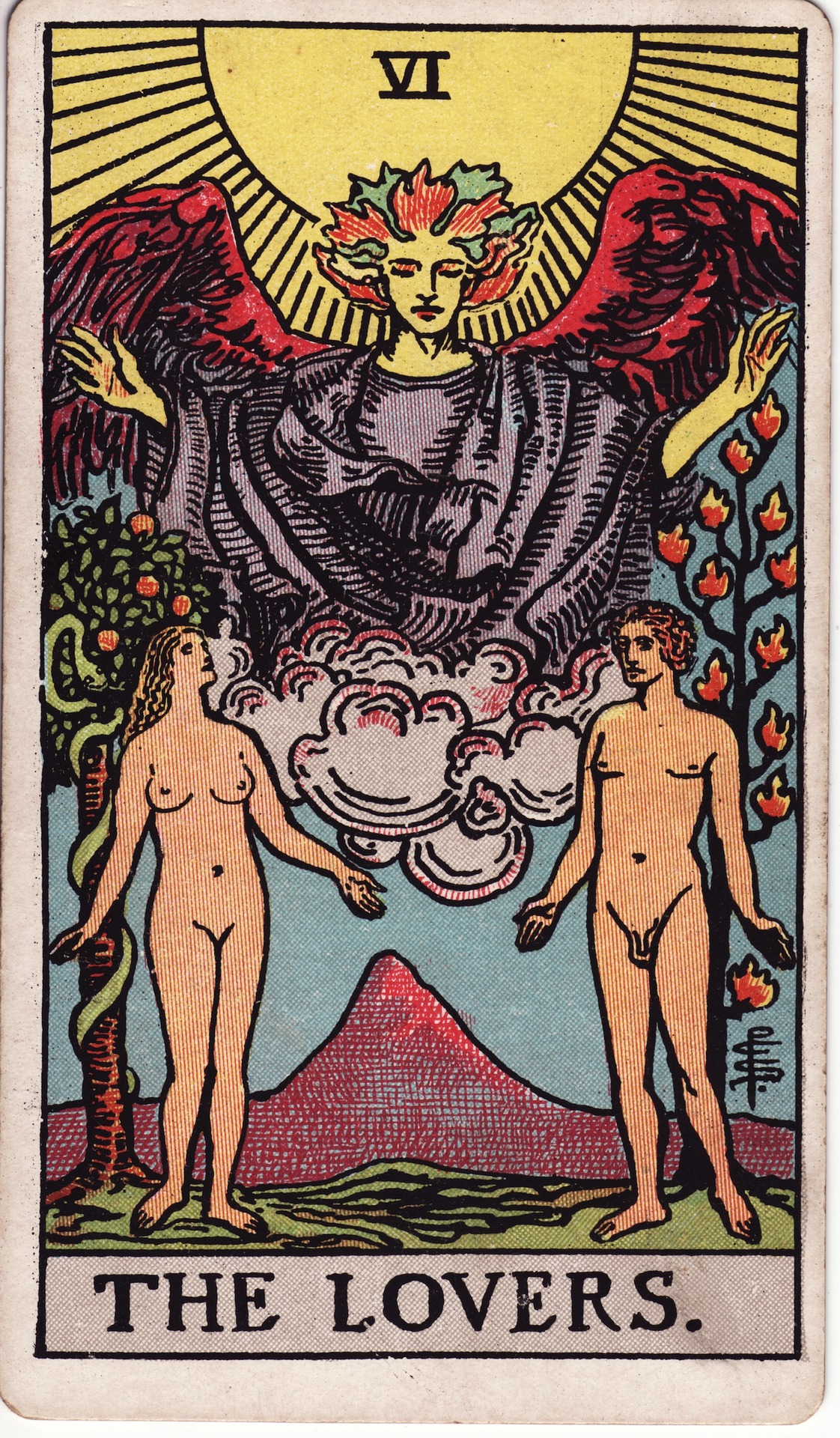
Tarot-Karte „The Lovers“ (Die Liebenden) des Rider-Waite Tarot

Tarot-Karte „9 Wands“ (9 Stäbe) des Rider-Waite Tarot

Das Waite Tarot ist ein von dem englischen Okkultisten Arthur Edward Waite konzipiertes und von der Künstlerin Pamela Colman Smith ausgeführtes Tarot-Deck, das 1910 im Verlag Rider & Son in London erschien, weshalb es auch als Rider-Waite Tarot bekannt ist. Sowohl Waite als auch Smith waren Mitglieder des Hermetic Order of the Golden Dawn, dessen esoterische Lehren das Deck reflektiert.

## Geschichte
Das Deck wurde seinerzeit kritisiert, da gegenüber der Reihenfolge und Nummerierung der Großen Arkana in der traditionellen, vom Tarot de Marseille geprägten Form die Trümpfe VIII (Die Gerechtigkeit) und XI (Die Kraft) vertauscht wurden. Diese Änderung geht aber nicht auf Waite zurück, sondern wurde bereits 20 Jahre zuvor von Samuel Liddell Mathers in den Lehren des Golden Dawn etabliert. Darüber hinaus war die Anordnung des Tarot de Marseille ursprünglich eine unter mehreren.
Als grundlegende Neuerung des Waite Decks kann die Illustration der Kleinen Arkana durch Darstellungen symbolisch-allegorischer Szenen gelten. Das einzige bekannte ältere Beispiel ist das Sola-Busca-Tarot, ein italienisches Deck des 15. Jahrhunderts, das Waite bekannt gewesen sein muss. Fotografische Aufnahmen des Sola-Busca-Tarots wurden 1907 für die British Library hergestellt, deren Bestände von Waite intensiv genutzt wurden. Zudem gibt es auffällige Parallelen in der Ikonografie, beispielsweise bei Schwert-Drei, Schwert-Sieben und Stab-Zehn.
Eine weitere Änderung betraf die Zuordnung der vier Elemente zu den vier Farben des Tarot. Bei den älteren Autoren war die Zuordnung:
| Stäbe     | ↔ | Feuer  |
| Kelche    | ↔ | Wasser |
| Schwerter | ↔ | Erde   |
| Münzen    | ↔ | Luft   |

Waite vertauschte die Zuordnungen von Schwertern und Münzen (die bei Waite als Pentakel erscheinen) und die modernen esoterischen Decks, insbesondere das Crowley Thoth Tarot, folgten ihm in dieser Änderung. Die Zuordnung, die durch die symbolisch-allegorische Illustration der kleinen Arkane nun auch im Bildprogramm umgesetzt und damit für den Benutzer des Decks sichtbar wurde, war nun:
| Stäbe     | ↔ | Feuer  |
| Kelche    | ↔ | Wasser |
| Schwerter | ↔ | Luft   |
| Pentakel  | ↔ | Erde   |

Durch diese Illustration der Kleinen Arkana wurde die divinatorische Nutzung für viele deutlich erleichtert, was wohl den ungeheuren Erfolg des Decks begründete, das heute das am meisten genutzte und am häufigsten zur Illustration von Tarot-Büchern verwendete Deck ist.
Ein weiteres Erfolgsmoment sind die stark vom Jugendstil beeinflussten Illustrationen, die von Pamela Colman Smith gefällig und in eher heiteren Farben ausgeführt wurden und so einen Gegensatz bilden zur hieratischen Kargheit der holzschnitthaften Illustrationen in den Marseille-Decks auf der einen und den düster-esoterisch-satanistischen Konnotationen des Crowley-Decks auf der anderen Seite.

## Rezeption
Zu dem Erfolg gehört auch die große Zahl sich am Waite-Deck orientierender, von diesem inspirierter oder dieses lediglich in Koloration und/oder Ausführung variierender Decks. Als Beispiele können etwa genannt werden
das Universal-Waite Tarot,
das B.O.T.A. Tarot von Paul Foster Case,
das Morgan-Greer Tarot, oder auch
das Gummibärchen-Tarot von Dietmar Bittrich, dem Erfinder des Gummibärchen-Orakels, in dem die dargestellten Personen durch Gummibärchen ersetzt sind.
In einigen Publikationen wurde das Waite-Deck ganz oder in Teilen reproduziert. Zu diesen zählen:
- Hajo Banzhaf: Das Geheimnis der Hohepriesterin. Hugendubel, München 1981. Waite-Deck im Set mit 7 Faltplänen und Anleitung. Die Faltpläne zeigen Grundrisse für 20 verschiedene Legearten.
- Zolar's Astrological Tarot. U. S. Games 1983: Eine Verknüpfung der Waite-Illustrationen mit astrologische Symbolik. Hinter dem pseudonymen Autor Zolar wird Stuart R. Kaplan vermutet.
- Georgina Margareta Witta Kiessling-Smith-Jensen: Waite Variationer Nr. 1. und Waite Variationer II.1-3 1989: Künstlerische Bearbeitungen der Trümpfe des Waite Decks.
  - Nr. 1 zeigt Ausschnitte der Waite-Illustrationen. 133 handkolorierte Exemplare, nummeriert und signiert.
  - II.1–3 sind Variationen von Zeichnung und Koloration. Jeweils 30 handkolorierte Exemplare, nummeriert und signiert.

## Ausgaben
- Arthur Edward Waite: The pictorial key to the Tarot : being fragments of a secret tradition under the veil of divination. With 78 plates illustrating the Greater and Lesser Arcana from designs by Pamela Colman Smith. Rider, London 1910.
  - Nachdruck: Rider, London 1971.
  - Neue Ausgabe: The Pictorial Key to the Tarot. Weiser, New York 2008.
  - Online: sacred-texts.com
  - Deutsche Ausgabe: Der Bilderschlüssel zum Original Rider Waite Tarot. Fragmente einer geheimen Überlieferung hinter dem Schleier der Divination. Illustrationen nach Zeichnungen von Pamela Colman Smith. Übersetzung von Astrid Ogbeiwi. Urania, Neuhausen 2005, ISBN 3-03819-070-5.
- Original Rider Waite Tarot. Rider, London 1993, ISBN 0-7126-5846-7 (Ausgabe mit dem Original entsprechender geringer Farbsättigung).
- Faksimile-Rider-Waite-Tarot. Urania, Neuhausen 1998, ISBN 3-908646-94-4, Kartenbeispiele (limitierte Faksimile-Ausgabe mit deutschen Kartentiteln in Kombination mit einer Taschenausgabe von Waites Schlüssel zum Tarot).